# São Miguel Arcanjo (réduction)
La mission jésuite de São Miguel Arcanjo (en français : Saint Michel archange), est une ancienne réduction guaranie au Brésil. Fondée en 1632 et déplacée en 1687 la mission est détruite lors de la guerre des Guaranis (1756).
Les ruines qui se trouvent à São Miguel das Missões, dans le Rio Grande do Sul (Brésil), sont, depuis 1984, classées au patrimoine mondial de l’UNESCO. La ville contemporaine de São Miguel das Missões (qui entoure complètement les anciennes ruines) compte quelque 8 000 habitants.

## Histoire
Au long du XVIIe et début du XVIIIe siècle, la Compagnie de Jésus créa de nombreux sites de peuplement (appelés ‘réductions’ car elles tendaient à sédentariser un peuple plutôt nomade) en territoire guarani, un espace aujourd'hui partagé entre le Brésil, l'Argentine et le Paraguay. 
Ces créations visaient à évangéliser les peuples indigènes sous l’autorité coloniale espagnole en les sédentarisant tout en en leur évitant autant que possible tout contact avec le pouvoir colonisateur. Ces réductions eurent du succès surtout parmi les Guaranis.    
La réduction de São Miguel Arcanjo fut fondée en 1632 par le Père Cristóvão de Mendonça and Pablo Benavides dans la région du Tape. Étant donné les attaques des bandeirantes paulistas à la recherche d'esclaves, la population se déplaça, en 1638, sur la rive droite du fleuve Uruguay.  
En 1687, les pères jésuites fondèrent de nouveau São Miguel Arcanjo, cette fois sur le site où se trouvent les actuelles ruines. Comme d’habitude les premières constructions furent celles des cases et logements pour les familles. La réduction prospéra dans la première moitié du XVIIIe siècle quand la population atteignit environ 7 000 habitants à l'époque de la construction de l'église. Des premiers dessins existent, œuvres de celui qui fut curé de 1714 à 1747, le père Ribera. Mise en chantier en 1735, presque cinquante ans après la fondation de la mission, la construction de l’église dura 10 ans. Elle est bâtie en grès et fut réalisée en trois étapes : la nef, les tours-clocher et le portique. Le frère jésuite Giovanni Battista Prímoli (1673-1747) en fut l'architecte et s'inspira de l'église du Gesù de Rome. Sa façade, une des plus belles des réductions, est remarquablement conservée, même si la tour de droite fut détruite.  
Après la signature du traité de Madrid (1750) São Miguel Arcanjo, avec six autres réductions situées à l'est du fleuve Uruguay, passe sous le contrôle des Portugais. Avec le soutien des Jésuites les Guaranis refusent d’être déplacés en territoire espagnol, de l’autre côté du fleuve.  Cela entraîne un conflit armé entre des forces conjointes espagnoles et portugaises et les Guaranis sous la direction du capitaine Sepé Tiaraju.  Au début de 1756, les troupes coloniales attaquent de front les Guaranis qui sont rapidement écrasés. Dans cette ‘guerre des Guaranis’ quelque 1 700 Amérindiens meurent au combat. Les survivants se réfugient dans la forêt. C’est la fin de la mission São Miguel Arcanjo.

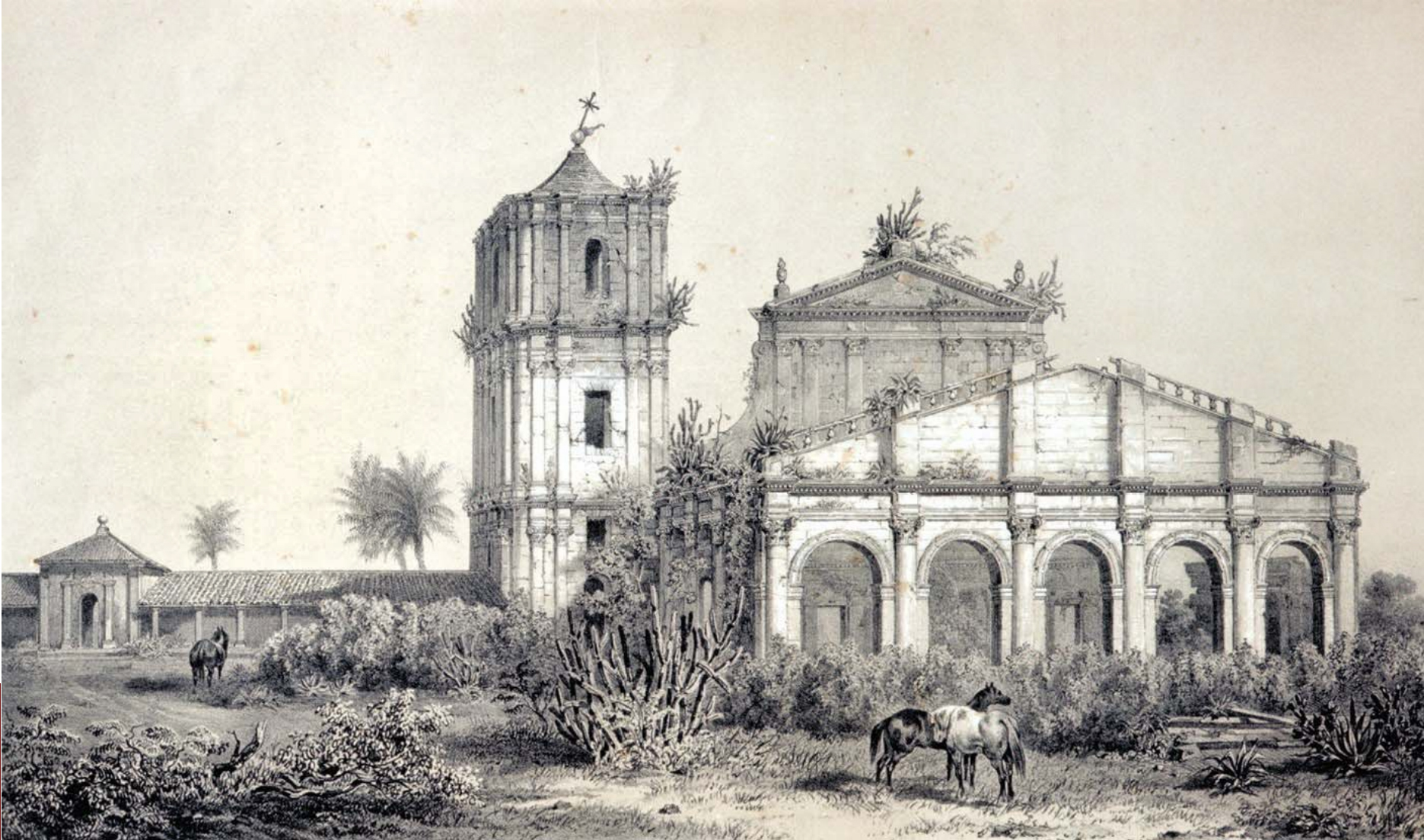
Dessin de 1846.

Le site des ruines est classé au patrimoine mondial par l'Unesco depuis 1984.
Au Brésil les missions jésuitico-guaranis étaient connues sous le nom des ‘Sept peuples des missions’ (Sete povos das missões) : São Francisco de Borja, São Nicolau, São Luiz Gonzaga, São Miguel Arcanjo, São Louranço Mártir, São João Batista et Santa Âgelo Custódio.

## Tourisme
Les ruines de São Miguel Arcanjo sont de remarquables vestiges de l'une des missions jésuites édifiées aux XVIIe et XVIIIe siècles sur le territoire des Amérindiens guaranis, se caractérisant par ses dispositions particulières et un bon état de conservation.
Un musée des Missions, réplique d’une maison indigène, a été construit par Lúcio Costa en 1940, l'un des architectes qui, avec Oscar Niemeyer bâtira Brasilia quelques années plus tard. Ce musée raconte l'histoire des missions des Jésuites. On y a rassemblé des œuvres d’art religieux provenant des ruines de São Miguel, en particulier les nombreuses statuettes de saints catholiques en bois polychrome réalisées par les Guaranis sous la direction d’artistes jésuites. Certaines dépassent les 2 mètres de hauteur. Une des cloches de Sao Miguel s’y trouve également.

## Galerie

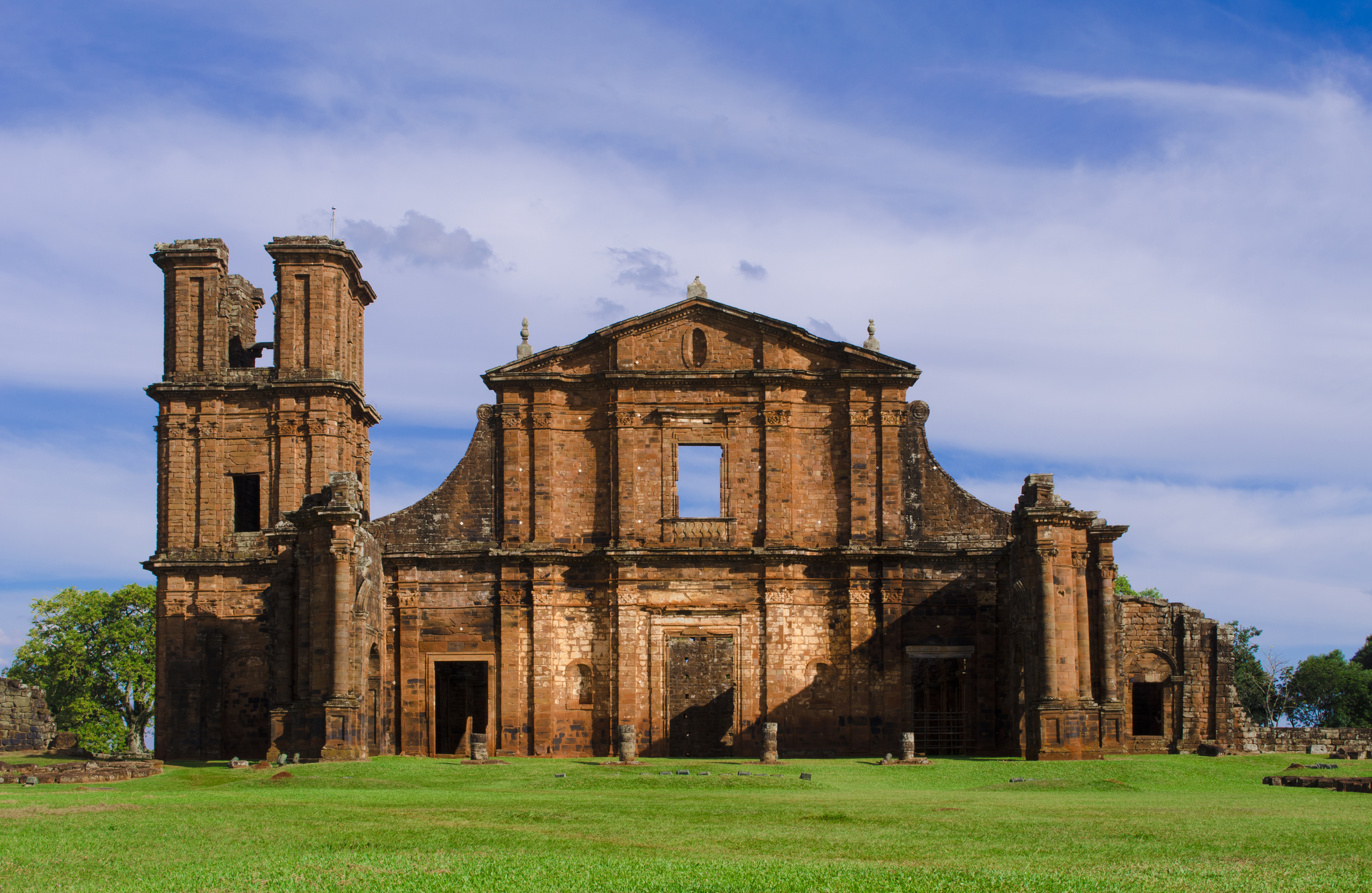
Façade de l'église.
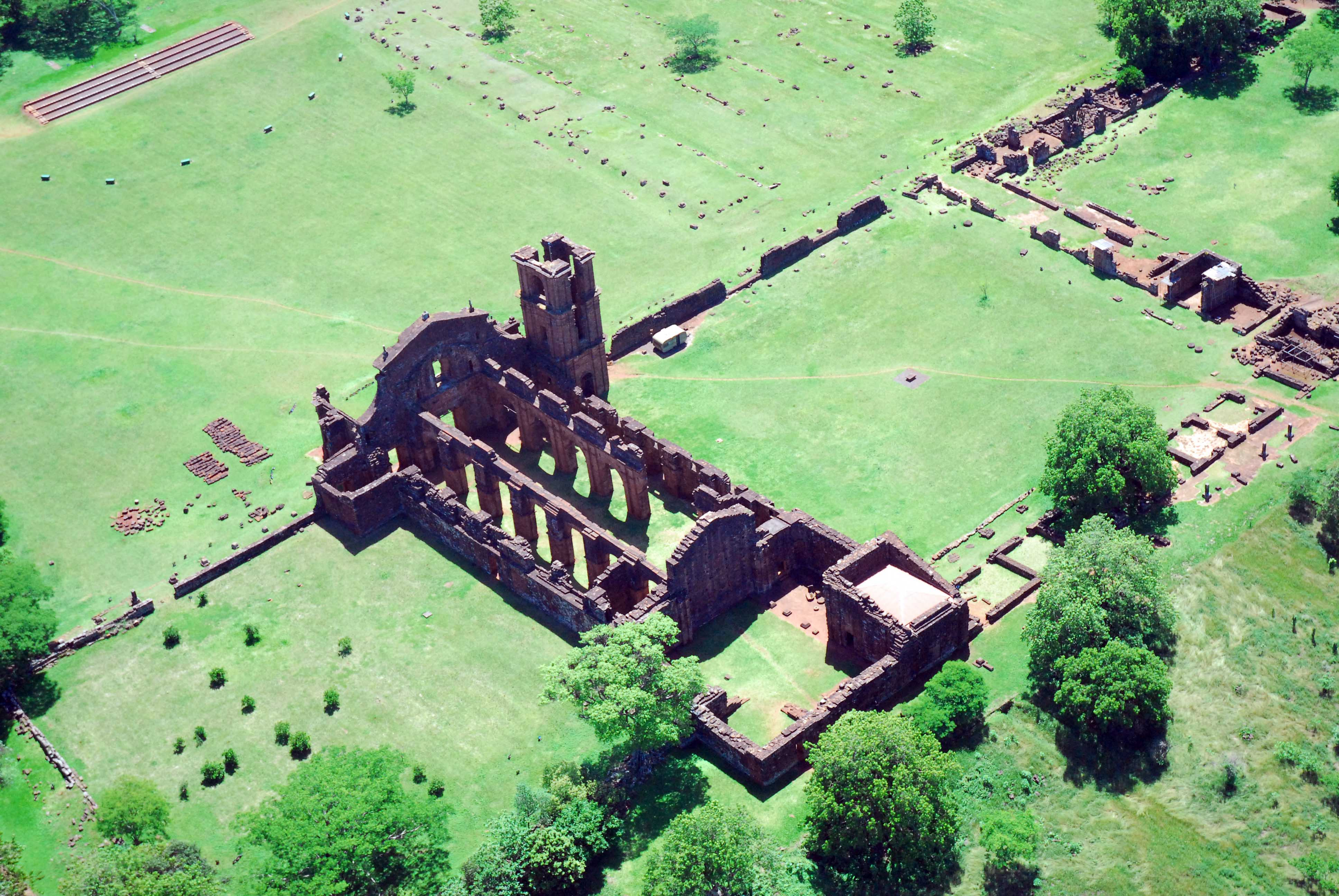
Vue aérienne montrant bien la disposition architecturale des lieux
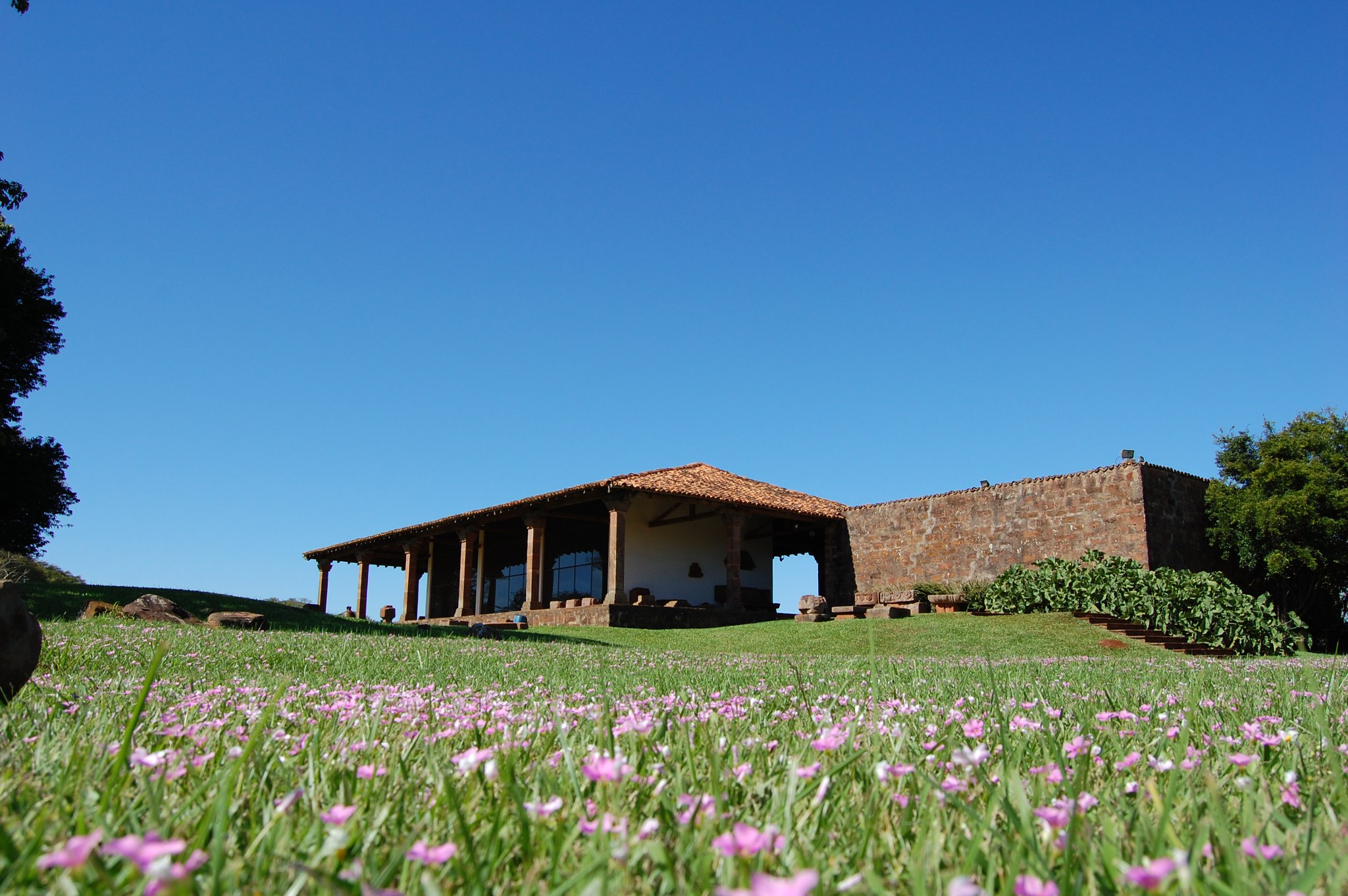
Le 'musée des missions' construit à la manière d'un logement guarani.
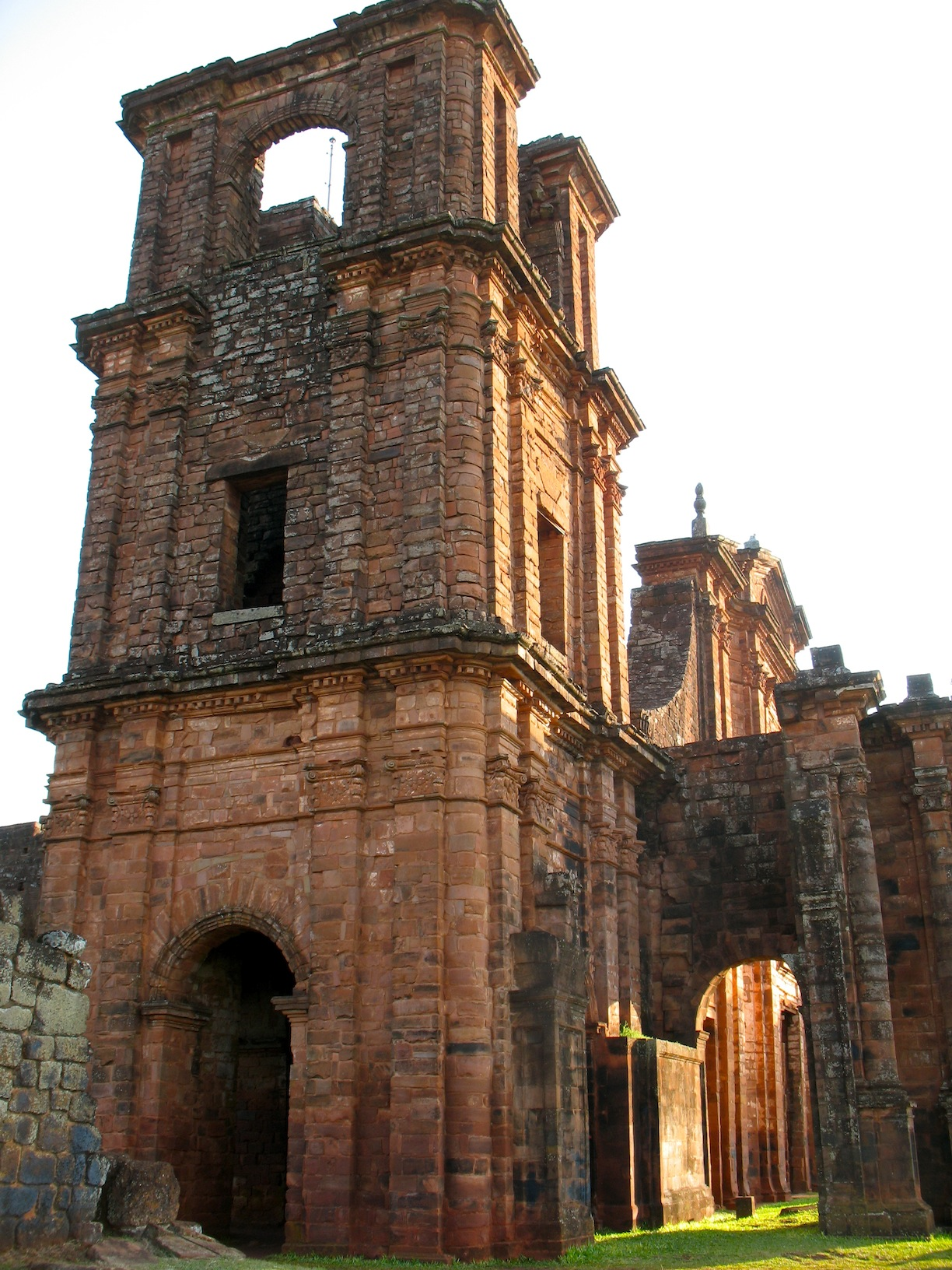
La tour-clocher.
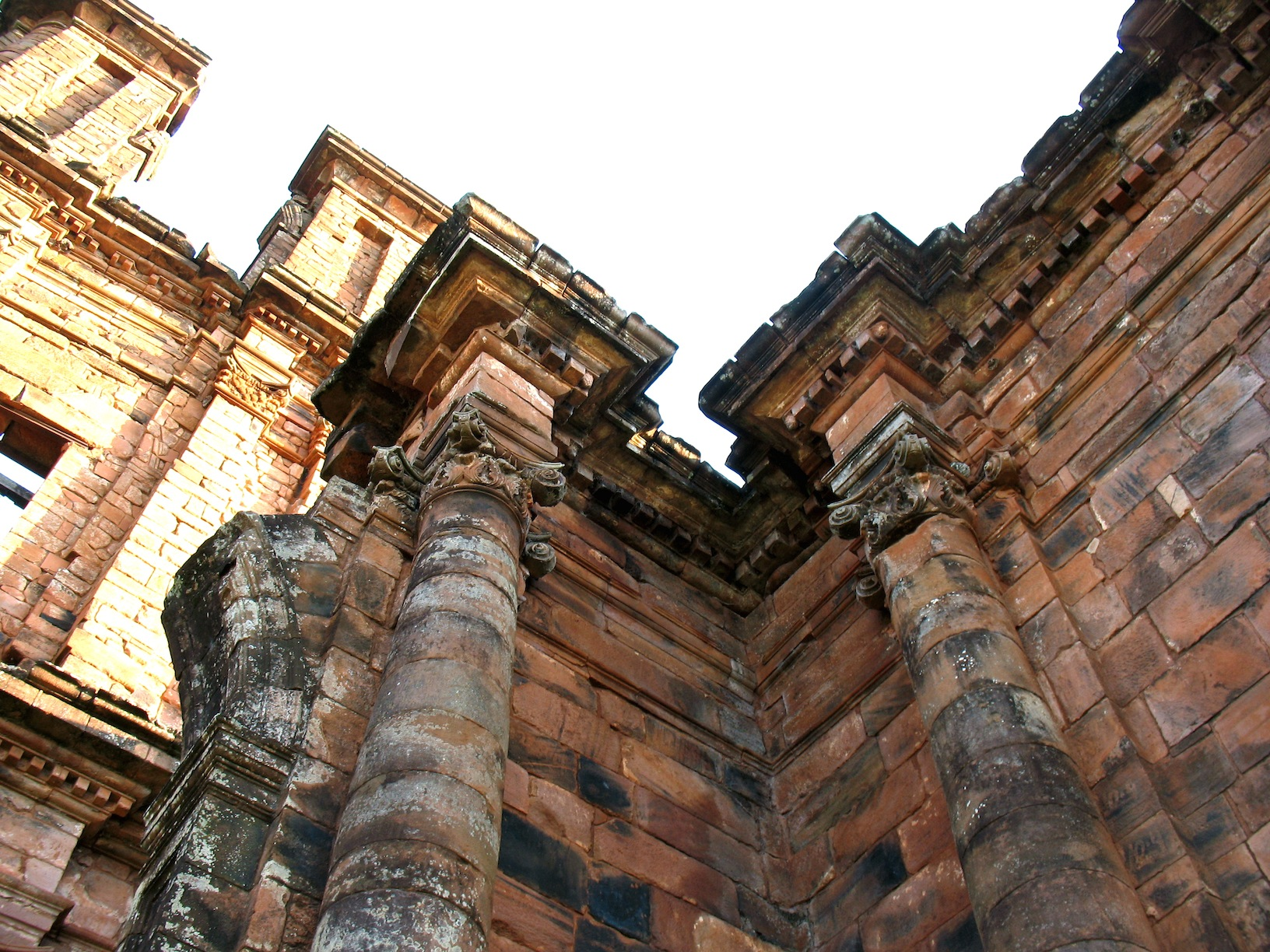
Détail de la tour-clocher.
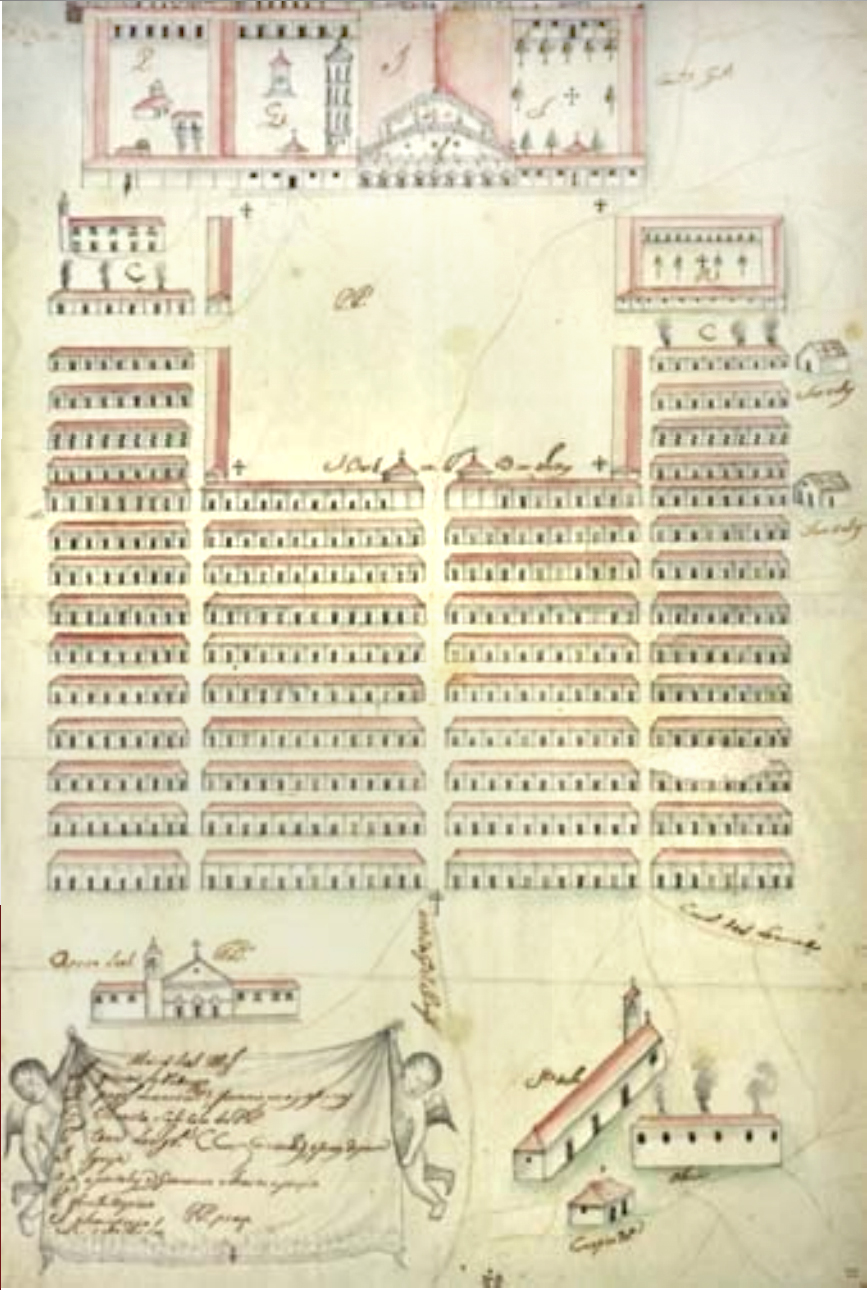
Plan urbain de la réduction.
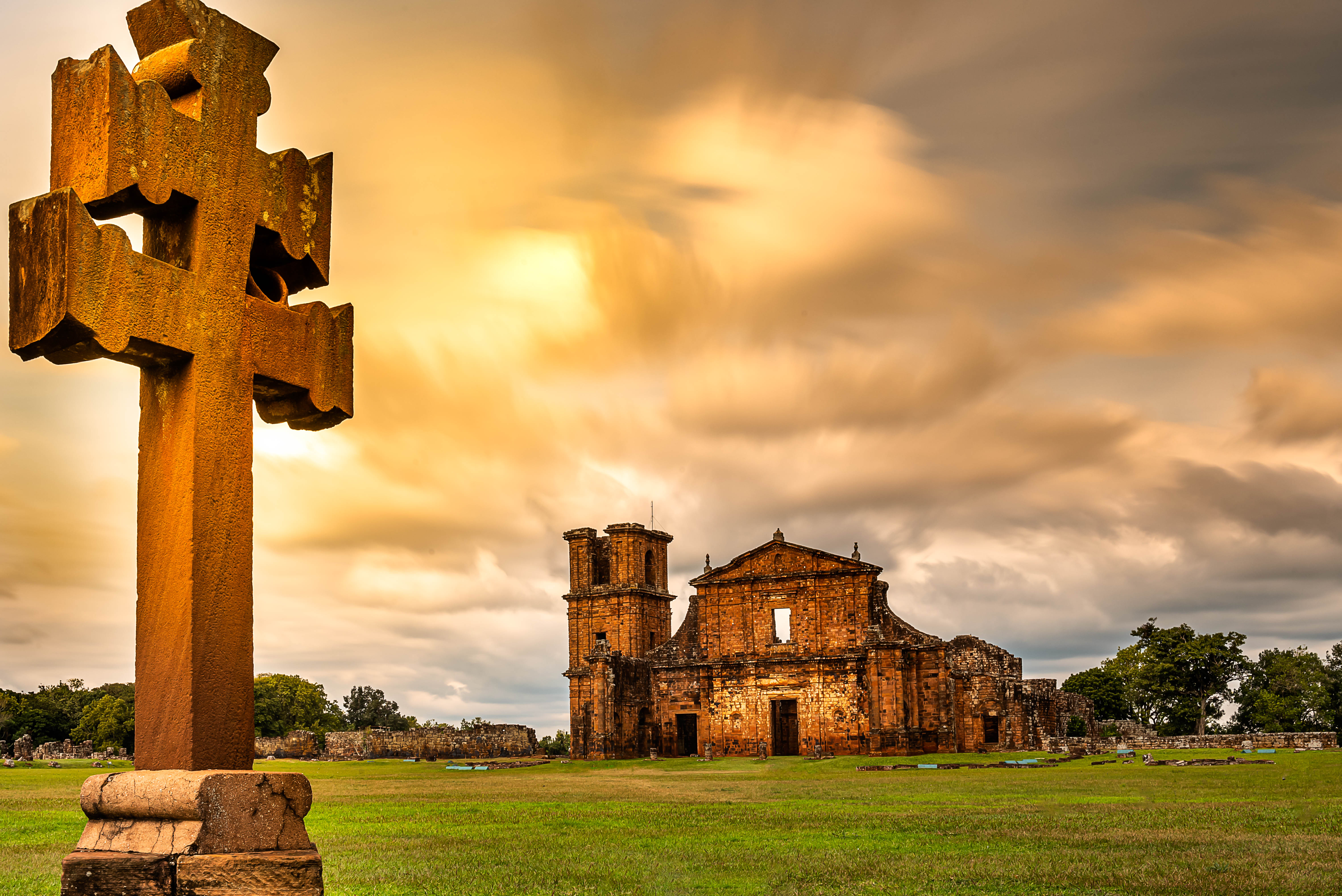
Façade de l'église de São Miguel Arcanjo avec une croix devant. Octobre 2021.